# Olympiastützpunkt Brandenburg
Der Olympiastützpunkt Brandenburg (OSP) ist eine sportartübergreifende Betreuungs- und Serviceeinrichtung des Spitzensports für Bundeskaderathleten sowie deren Trainern mit Trainingsstätten in Cottbus, Frankfurt (Oder), Luckenwalde und Potsdam.

## Geschichte und Aufgaben

### Olympiastützpunkt Cottbus/Frankfurt (Oder)
Trainingsstätten Frankfurt (Oder)

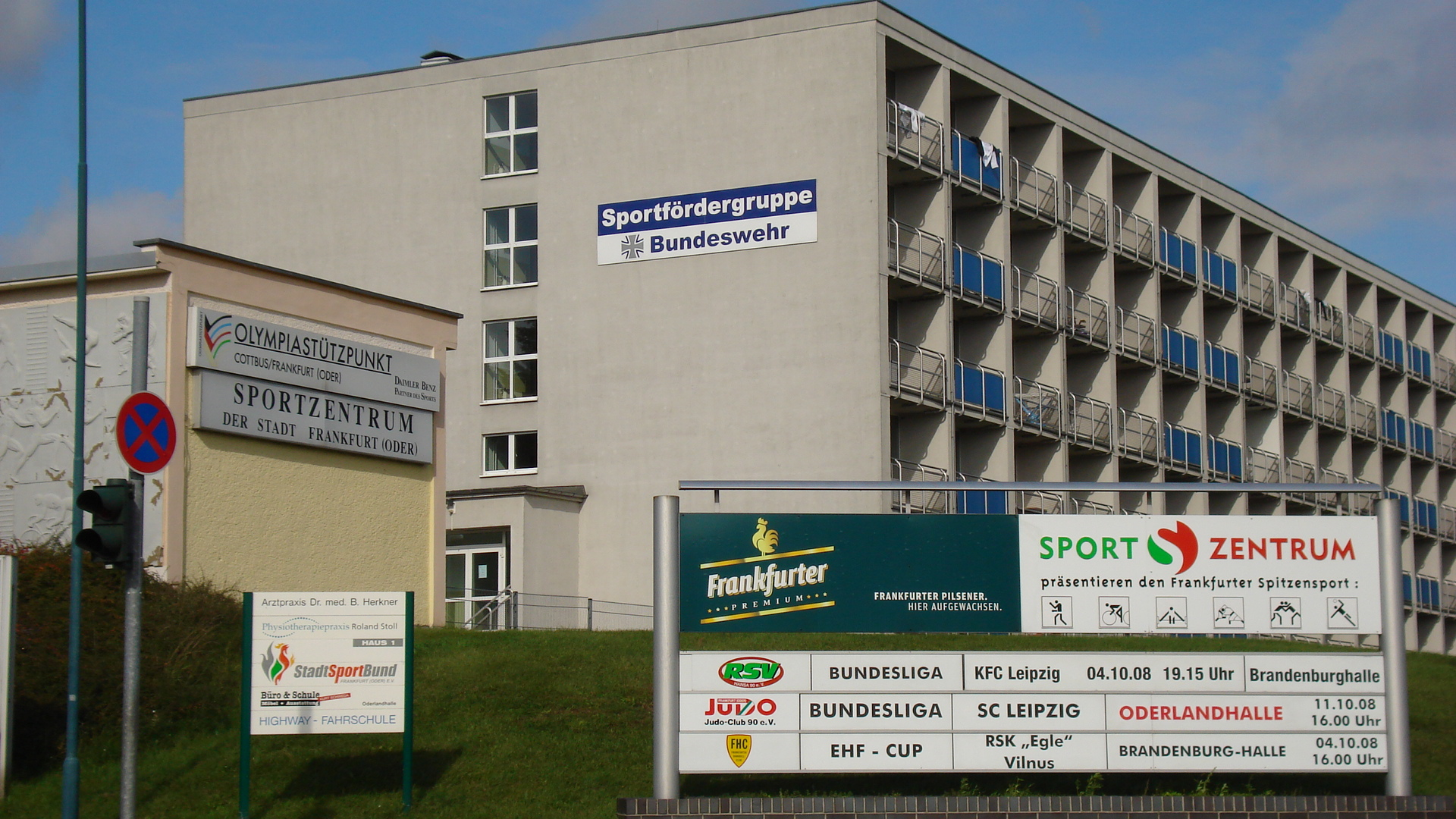
Olympiastützpunkt Cottbus/Frankfurt (Oder)

Die Sportstätten in Frankfurt (Oder) wurden 1973 errichtet und nach der Wende grundlegend saniert. Am 3. Oktober 1990 veröffentlichte die Märkische Oderzeitung unter der Überschrift „Frankfurt (Oder) wird Olympiastützpunkt“ die Neuigkeit, dass in Frankfurt (Oder) einer von sechs Olympiastützpunkten auf dem Gebiet der ehemaligen DDR entstand. 1997 wurde das Sportzentrum Frankfurt (Oder) durch die neu errichtete Brandenburg-Halle ergänzt.
Trainingsstätten Cottbus
Der Radsport als Schwerpunktsportart des DOSB am OSP Cottbus, die Hinzuziehung der Sportart BMX-Fahren und die gestiegene Zahl von Radsportlern führten 2014 zu einem notwendigen Neubau einer Radsportathletikhalle im Sportzentrum Cottbus. Hierfür wurde die ehemalige Trainingshalle Boxen für den Radsport umgebaut und durch einen Erweiterungsbau ergänzt.

### Olympiastützpunkt Potsdam
Der Olympiastützpunkt Potsdam ist eine Einrichtung, die sich mit der Betreuung und Beratung für Spitzensportler, aber auch intensiv der Nachwuchs- und Jugendarbeit im Leistungssport beschäftigt. Er liegt in Potsdam auf dem Gelände des ehemaligen Luftschiffhafen Potsdam, direkt am Havelufer.
Wie sich aus der Geschichte des Potsdamer Leistungssportes ergibt, beschäftigt sich diese Institution als Schwerpunkt ihrer Arbeit mit den Sportarten Kanusport, Rudern, Ringen, Leichtathletik und Schwimmsport. Bereits zu DDR-Zeiten wurden hier die Spitzensportler in Zusammenarbeit mit der DHfK in Leipzig trainiert, welche dann Spitzenplätze bei Welt- und Europameisterschaften und auch Olympiaden belegten.
Hierbei werden, zentral gesteuert, auch Leistungskonzepte erstellt, die in der Umsetzung eine leistungsorientierte und -fördernde Wirkung auf die Athleten haben. Wie es der Name bereits andeutet, werden Spitzensportler aus den einzelnen Verbänden, zum Beispiel dem DLV, in intensiver Anwendung auch wissenschaftlicher Ergebnisse, auf internationale Wettkämpfe vorbereitet. Hierzu werden intensiv mit eigens dafür eingesetzten und speziell qualifizierten Landesstützpunkttrainern eine Begabtenförderung und eine Auswahl und weitere Aufbauarbeit zu Leistungsträgern des Spitzensports durchgeführt.
Der OSP ist zu diesem Zweck daher mit modernen Stimulationsanlagen wie einer Kanu-Gegenstromanlage, Schwimm-Gegenstromanlage, Ruderkastenanlage im Inneren eines Gebäudes, mehreren Laufbändern und Fahrradergometern und vielem anderen ausgestattet. Aus diesem Grund trainiert hier auch die Sportfördergruppe der Bundeswehr mit derzeit 35 ihrer Athleten, aber auch die Spielerinnen des 1. FFC Turbine Potsdam oder der Ruderachter der Frauen.

### Verschmelzung zum Olympiastützpunkt Brandenburg
Im Dezember 2008 kam es zur Zusammenführung der Olympiastützpunkte Cottbus/Frankfurt (Oder) und Potsdam zum Olympiastützpunkt Brandenburg. Damit wurde der Grundstein zu einer einheitlichen Leistungssportführung im Land Brandenburg gelegt. Durch die neue Struktur soll eine Verwaltungsvereinfachung, Professionalisierung der Laufbahnberatung sowie eine Qualitätskontrolle nach einheitlichen Standards auf den Weg gebracht werden.

## Bekannte Sportler

### Sportstätten Cottbus
Zu den bekanntesten Sportlern und Medaillengewinnern, die in Cottbus trainiert wurden, gehören:
- Maximilian Levy (drei Olympiamedaillen, viermal Weltmeister)
- Lutz Heßlich (zweimal Olympiasieger, viermal Weltmeister)
- Lothar Thoms (einmal Olympiasieger, viermal Weltmeister)
- Volker Winkler (viermal Weltmeister)
- Jens Glücklich (viermal Weltmeister)
- Bernd Drogan (dreimal Weltmeister)
- Hans-Joachim Hartnick (Weltmeister und Sieger der Internationalen Friedensfahrt)

### Sportstätten Frankfurt (Oder)
Die folgenden bekannten Sportler und Medaillengewinner wurden in Frankfurt (Oder) trainiert:
- Hermann Weingärtner
- Henry Maske
- Maik Bullmann
- Judith Arndt
- Kathrin Freitag
- Manfred Kurzer
- Marko Spittka
- Bianca Urbanke

### Sportstätten Potsdam
Trainiert wurden in Potsdam auch die ehemaligen Olympiamedaillengewinner:
- Holger Behrendt
- Sylvio Kroll
- Udo Beyer
- Birgit Fischer
- Heiko Balz
- Roland Gehrke
- Kathrin Boron